# Юзеф Коморовський (комендант)
 Юзеф Й. Коморовський (бл. 1725 — бл. 1795) — польський шляхтич, військовик, публіцист. Представник роду Коморовських гербу Цьолек. 

## Життєпис
Народжений близько 1725 року. Батько — Адам Коморовський, новогрудський підчаший, у Галицькій землі посідав маєтність Ромашівка (тоді Коломийський повіт). Мав трьох братів, зокрема, Стефана, галицького підчашого. Юзеф майже 4 роки (до вересня 1759) був комендантом залоги Львова, однак через конфлікти гетьман Ян Клеменс Браницький передав посаду полковнику Ф. Коритовському. У 1760—1764 роках державив село Кривчиці (пол. Krzywczyce, тоді Жидачівський повіт). У 1764 році підписав вибір королем Станіслава Августа Понятовського. Після першого поділу РП осів у Галичині, де посідав три села. на маєтностях рубчинського старости Садовського (може, дідича Чорткова) мав запис 120000 зл. польських.